# Robert Munro
Robert Munro, 1. baron Alness (ur. 28 maja 1868 w Alness, zm. 6 października 1955) –  brytyjski prawnik i polityk, członek Partii Liberalnej, minister w rządach Herberta Henry’ego Asquitha i Davida Lloyda George’a.

## Życiorys
Wykształcenie odebrał w Aberdeen Grammar School oraz na Uniwersytecie Edynburskim. W 1893 rozpoczął praktykę adwokacką w Scots Bar. W 1910 otrzymał tytuł Radcy Króla. Był członkiem Board of Inland Revenue.
W styczniu 1910 został wybrany do Izby Gmin jako reprezentant okręgu Wick Burghs. Od 1918 reprezentował okręg wyborczy Roxburgh and Selkirk. W 1913 został Lordem Adwokatem. W latach 1916–1922 był ministrem ds. Szkocji. Od 1913 był członkiem Tajnej Rady. W parlamencie zasiadał do 1922.
Po zakończeniu kariery parlamentarnej został Lordem Sekretarzem Sprawiedliwości (przewodniczącym II wydziału szkockiego Sądu Sesji). Sprawował ten urząd do 1933. Od 1924 był honorowym ławnikiem Lincoln’s Inn.
27 lipca 1934 otrzymał tytuł 1. barona Alness i zasiadł w Izbie Lordów. W 1945 został Lordem-in-Waiting króla Jerzego VI. W 1947 został Kawalerem Krzyża Wielkiego Orderu Imperium Brytyjskiego (GBE). Był zastępcą lorda namiestnika Edynburga. Zmarł w 1955. Wraz z jego śmiercią wygasł tytuł parowski.